# Apatura sorbioduni
Apatura sorbioduni är en fjärilsart som beskrevs av Heslop 1961. Apatura sorbioduni ingår i släktet Apatura och familjen praktfjärilar. Inga underarter finns listade i Catalogue of Life.